# Changy, Loire
Changy är en kommun i departementet Loire i regionen Auvergne-Rhône-Alpes i centrala Frankrike. Kommunen ligger i kantonen La Pacaudière som tillhör arrondissementet Roanne. År 2022 hade Changy 680 invånare.

## Befolkningsutveckling
Antalet invånare i kommunen Changy
| Referens: INSEE |